# Llo
Llo és una comuna de la Catalunya del Nord, a la comarca de l'Alta Cerdanya. Administrativament, pertany a l'Estat francès.
És en aquesta comuna on neix el riu Segre, el més llarg dels que transcorren íntegrament pels Països Catalans.
Entre l'any 1974 i el 1984, Llo romangué agregat a Sallagosa.
La dita diu: Llo, poble de bruixes, A Llo fan pudor i Els de Llo, pentinabruixes. També Sembla una bruixa de Llo per a parlar d'algú de malcarat o espellingat. El malnom dels llonesos és pentinabruixes i tutes.

## Etimologia
Després de situar l'origen de Llo entre els topònims innegablement indoeuropeus, Joan Coromines, en una llarga explicació en el seu Onomasticon cataloniae, l'atribueix a una arrel iberobasca, ale, amb el significat de gra, aliment i, per extensió, pastura. És el mateix per al cas d'All. El pas previ per a arribar a Llo fou la forma Alló.
Per contra, Enric Moreu-Rey, que empra la grafia Lló, el llista entre els topònims descendents d'antropònims llatins acabats en "-onem", en la mateixa línia de Lledó o Torelló.

## Geografia

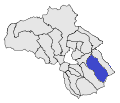
Llo a l'Alta Cerdanya

### Localització i característiques generals
El terme comunal de Llo, de 284.400 hectàrees d'extensió, és situat a l'extrem sud-oriental de la comarca de l'Alta Cerdanya. És al límit entre l'Alta Cerdanya i el Ripollès.
El terme de Llo és, íntegrament, la vall del Segre, des de la seva capçalera fins a la seva entrada a la plana de la Cerdanya, a les portes de Sallagosa. S'estén de sud-est a nord-oest. La capçalera d'aquest riu és un circ bastant tancat de muntanyes, algunes de les quals depassen els 2.800 m alt. Tot el límit sud-est de la comuna forma aquest circ. El cim més elevat és el Pic del Segre, o Puigmal de Segre, de 2.843,2 m alt; prenent-lo de referència, cap al nord d'aquest cim es troben el Coll de Finestrelles, a 2.604,9, i el Puig o Pic de Finestrelles, de 2.826,9, i cap al sud-oest, el Puigmal Petit de Segre, o Pic Petit de Segre, de 2.808,8. Dessota d'aquests cims, a la cara nord, es forma el riu Segre.
Els límits laterals del terme de Llo estan definits per la carena que fa de trencant d'aigües entre el Segre, el riu d'Eina, al nord-est, i la Ribera d'Er, al sud-oest. El límit nord-oest del terme de Llo ja no segueix accidents geogràfics tan definits, i, ja en plena plana cerdana, és arbitrari en molts dels seus trams, i obeeix més criteris històrics que no pas geogràfics. El termenal nord-est, íntegrament amb la comuna d'Eina, està format pel contrafort nord-oest del Pic de Finestrelles, que des dels seus 2.826,9 m alt davalla camp al Camp de Perones, a 2.600 m alt, la Serra dels Clots, d'uns 2.450, la Pica del Quer, de 2.343,4, des d'on davalla fins a trobar el Rec del Rondolar i tot seguit el Rec de la Ribera del Quer, on el límit de la vall i de la comuna de Llo deixa de seguir accidents geogràfics clar.
El límit sud-oest de la comuna de Llo, en el primer tram al límit amb la comuna d'Er, està format pels contraforts nord-oest del Pic Petit de Segre; davallen des dels seus 2.808,8 m alt, cap al Puigmal de Llo, de 2.762,4, el Puig de Coma Dolça, de 2.579,6, la Tossa d'Er, de 2.342,8, el Coll de Segalera, a 2.183, el Pic de Segalera, de 2.186,4, fins que arriba al trifini de Llo, Er i Sallagosa, situat a 2.164,9 m alt. Aleshores, el termenal segueix la carena que separa les petites valls del Rec de Montcald, al nord-est, i del Rec de les Deveses, al sud-oest. La darrera vall pertany ja al terme de Sallagosa. Aquesta carena baixa fins a la plana cerdana, ran de la carretera local de Llo a Vedrinyans, a 1.364,4 m alt.
El punt més elevat de la comuna és, doncs, el Pic del Segre, o Puigmal de Segre, de 2.843,2 m alt; el punt més baix és la llera del Segre, al nord-oest, poc abans que aquest riu arribi a Sallagosa, a 1.314,8 m alt. El poble de Llo es troba a 1.423,6 m alt, i el de Roet, a 1.390,8.
Termes municipals limítrofs:
| Sallagosa |  |                     |
|           |  | Eina                |
| Er        |  | Queralbs (Ripollès) |

.

### El poble de Llo

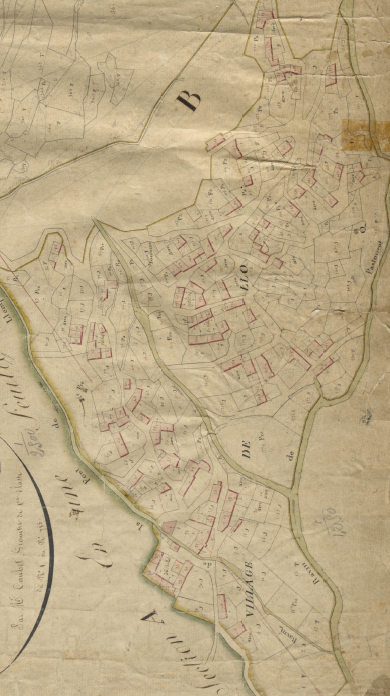
Llo en el Cadastre Napoleònic del 1812 (Arxius Departamentals dels Pirineus Orientals, ADPO)

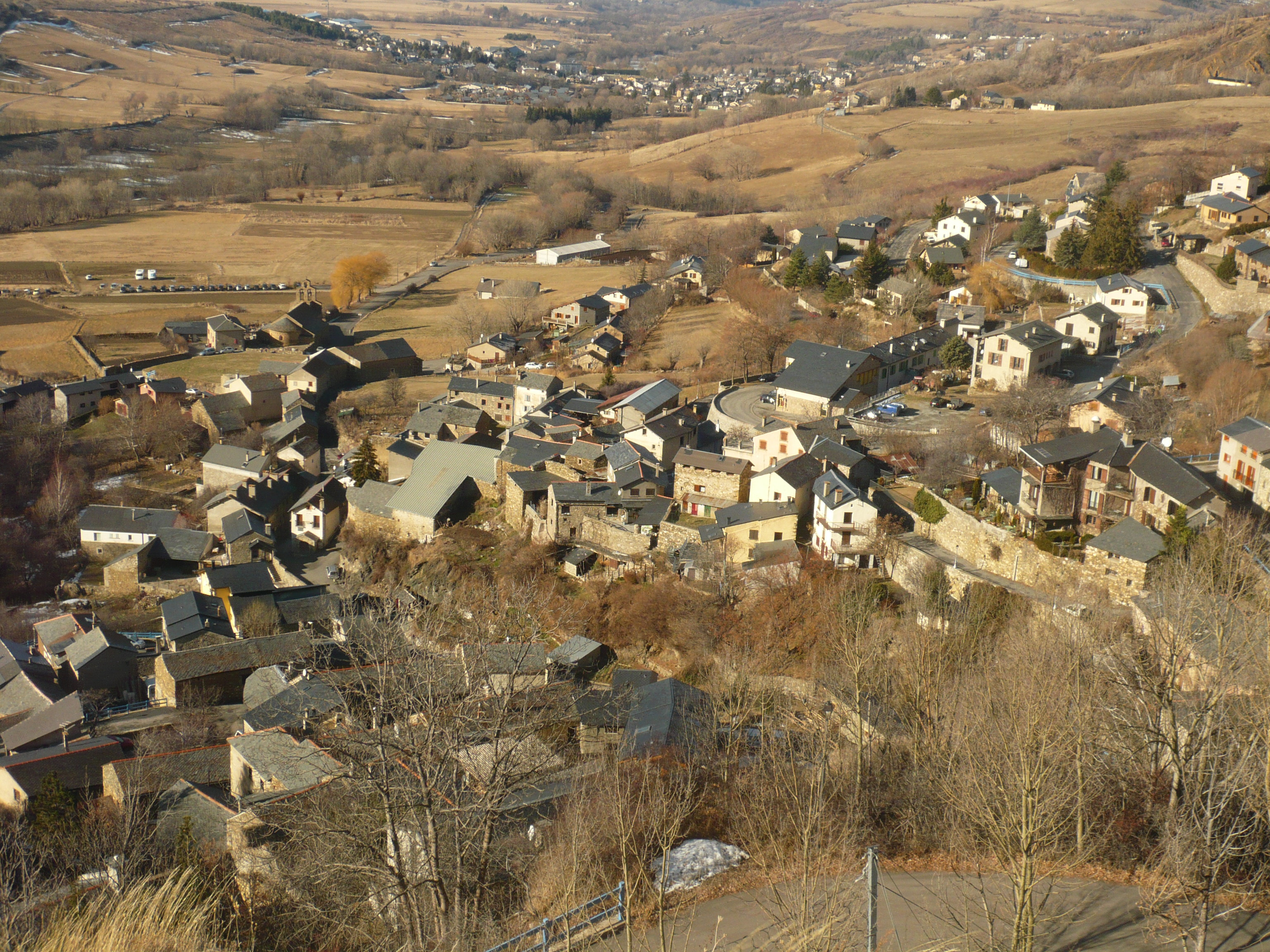
Vista general del poble

El poble de Llo es troba en un racó de la plana cerdana, al nord-oest del seu terme comunal. L'església parroquial de Sant Fructuós és a ponent, del poble, a la plana, juntament amb algunes cases a prop seu, però la major part del poble és en un ventall entre el nord i l'est de l'església, en els costers de les muntanyes que delimiten aquell racó de la plana.
La part vella del poble es troba a la part més plana de l'actual nucli de població, a prop de l'església parroquial. És un nucli bastant agrupat, però no forma cap mena de recinte clos, on es conserven encara alguns noms de cases tradicionals, com Cal Miquel, Cal Rigola i el Senyaló. Modernament, el poble s'ha anat eixamplant sobretot construint en els costers darrere del poble, i s'hi ha format la urbanització del Camp Gran.
Aturonada a llevant del poble hi ha la torre de guaita que depenia del Castell de Llo, la Torre del Vacaró.
Una bona part del poble està assentada damunt d'una roca negra sulfuroferruginosa que dona molt de caràcter a Llo.

### Roet

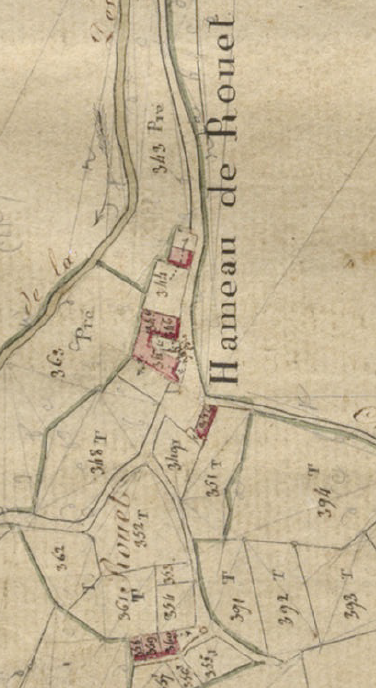
Roet en el Cadastre Napoleònic del 1812 (ADPO)

El petit vilatge de Roet és a prop de l'extrem nord-oest del terme, no gaire lluny a ponent del cap de municipi.

### Castell Vell de Llo i Sant Feliu de Castellvell
Les restes de l'església de Sant Feliu de Castellvell són damunt del turó del Lladrer, a uns 700 metres al sud-est del poble de Llo, en el lloc on hi havia hagut el castell vell de Llo, del qual a penes romanen les restes de l'església, el topònim de Castellvell i alguns fragments més.
També s'hi van trobar restes prehistòriques.

### Mas d'en Girvés
L'antic Mas d'en Girvés, o Mas Girvés, és a prop a migdia del poble, a la dreta del Segre. Actualment hi ha l'establiment termal de Llo. Disposa de capella pròpia, la de Sant Gabriel del Mas d'en Girvés.

### Els masos de Llo
El terme de Llo compta amb diversos masos: el Mas de Dalt, el Mas d'en Girvés, o Mas Girvés, el Mas Patiràs, el desaparegut Mas d'en Torrents, la Casa de Vacances del Mas Girvés i la Casa Llanes, que és en ruïnes; també hi ha el Molí d'en Girvés. A part, hi ha la Barraca del Cordó Sanitari, la de la Culassa, ara Refugi de la Culassa, o Vil·la Simó, la Barraca dels Clots, la Barraca Vella de la Culassa, que és en ruïnes, el Cortal del Lleure, en ruïnes, l'Orri dels Barquers i el Refugi Pastoral de Port de Llo. També hi ha la Cova dels Clots del Segre.

### Hidrònims

#### Cursos d'aigua
Tot el sistema hidrogràfic de Llo pivota al voltant del Segre. Eix vertebral de la comuna, va rebent l'afluència de tot de torrents, molts d'ells anomenat aquí recs. Només a l'extrem nord del terme hi ha una petita vall que també és afluent del Segre, però a través del terme de Sallagosa. Es tracta del Rec de Galamany. També al nord-est, hi ha el Rec de la Figuera del Quer, que marxa del terme de Llo cap a Eina.
El Segre neix als Clots de Segre, de la Font de Segre, però en el seu primer tram rep el nom de Rec de la Font del Segre, i rep aviat per la dreta el Rec de Font Blanca i per l'esquerra el Rec de Coma Dolça. Al cap de poc rep per la dreta el Rec dels Collets, que recull tot un conjunt de torrents de muntanya: els recs de Roques Blanques, de Finestrelles, de la Solaneta, de Caires Forcs i del Roc del Coscoll. Un cop units aquests cursos d'aigua, el riu ja s'anomena Segre, just a ponent del Cementiri de la Culassa. Aigua avall, el Segre rep per l'esquerra el Rec de Mata Fosca, tot seguit pel mateix costat el Rec de l'Aigual del Forat, i de seguida es troba la Presa del Rec d'Esplugues, d'on surt aquest canal de rec. Més al nord, rep per la dreta el Rec dels Clots, que també aporta els recs de les Guillateres i de la Font de Joan, poc després per l'esquerra el Rec del Bac del Roc Blanc, i, encara per l'esquerra, el Torrent de l'Ós. Més endavant, aflueixen en el Segre per l'esquerra el Rec de la Font d'Estagell, i alhora el Rec del Montareu per la dreta i el Rec del Coll de l'Escala per l'esquerra. Després, hi arriben per l'esquerra el Rec de Font Tarlit i el Rec de Capvila i per la dreta el Rec de la Callella, amb el del Mas de Dalt. Aleshores entra a les Gorges del Segre, i enmig de les gorges rep per la dreta el Rec del Pastoret, que hi aporta els recs de Lletuguers, de Llempes, o de la Font de Llempes, el de Montdeniu i dos de seguits anomenats de Podores, i per l'esquerra el Rec de l'Avellanosa.
Superades les gorges, el Segre comença el seu pas per la plana cerdana, deixant al nord el poble de Llo. Al cap d'un tram llarg rep per l'esquerra el Rec de Montcald i, al cap d'un altre tram, també per l'esquerra el Torrent Negre, amb el Rec de la Devesa del Pastoret, o de Coll d'Era. Després, per la dreta hi arriba el Rec dels Torrents, i, al cap d'un altre tram, hi aflueixen alhora per la dreta el Rec de la Coma, amb el de la Devesa, i per l'esquerra, el Rec de la Costa dels Aiguals. Just al límit entre Llo i Sallagosa hi ha dos torrents que marquen el termenal entre les dues comunes: per la dreta del Segre el Rec de la Salitosa, i per l'esquerra, el Rec del Camp Roig.

#### Canals d'irrigació
Entre els canals de rec de Llo cal esmentar el Rec del Molí de Sallagosa, el Rec del Port de Llo, o del Rondola, el Rec d'Esplugues, l'antic Rec d'Esplugues, ara Camí de la Culassa, el Rec Nou, el Rec Vell, o Vell de les Canals, o de Baix i el Rec.

### Orònims
Els topònims de Llo que denoten indrets geogràfics definits o formes de relleu es poden agrupar en obagues: el Bac de la Culassa, el del Cirer, el de les Escaldes, el del Roc Blanc i el de Torrents; boscs: el Bosc de la Callella, el de la Senyora, el de Llisses Dretes, el de Llo, el del Quer, el dels Barquers i el de Pujals (agrupant-ne bona part hi ha el Bosc Comunal de Llo); clots: Clot Farner, els Clots i els Clots del Segre; colls: Coll de Finestrelles, o de Llo, Coll de Jovell o Coll de la Joberta, Coll de l'Escala, Coll del Forn, Coll dels Clots, Coll dels Quials, Coll de l'Era, Coll de Segalera, Collet de Montcald, els Collets, Port de Llo, Port de Roet; comes: Coma de la Pica del Quer, Coma Dolça i Coma Fumada; costes: la Costa dels Aiguals i la Costa de Roet; muntanyes: el Lladrer, la Pica del Quer, o del Bosc del Quer, el Puig, o Pic de Finestrelles, el Puigmal de Segre, o Pic del Segre, el Pic Petit de Segre, o Puigmal Petit de Segre, Puig de Coma Dolça, Puig de la Bala, Puig de Montcald, Puig o Pic de Segalera, o de la Cauneta, Puigmal de Llo i la Tossa d'Er; planes: les Esplanes, o les Planes; roques destacades: el Roc, Roca de Caür, Roca Flavià, el Roc de l'Esmolador, el Roc Foradat i Roques Blanques (a dos llocs diferents); serres i serrats: Serra del Quer, Serra de Llo, Serra de Roet, Serra Plana, Serrat de Finestrelles, Serrat del Camp del Perones, Serrat dels Clots, Serrat del Senyal, o de Llosers, Serrat dels Esclops, Serrat de Perna Blanc, Serrat de Sant Miquel, Serrat Llis, Serrat Negre i Serrat Pedrós dels Clots; solanes: el Solà de la Prada, la Solana de Capvilar, la Solana del Pou i la Solaneta, i Valls: la Vall de Llo, el Vallell i Vallmont.

### El terme comunal
Les partides i indrets específics del terme de Llo són els Andreus, Arques, l'Avellanosa, la Barca, els Barquers, o els Gavatxos, Caires Forcs, el Camp de la Font, el Camp de la Paret, el Camp del, o d'en, Perones, el Camp d'en Llanes, el Camp Gran del Cirer, el Camp Gran d'en Llanes, el Camp Roig, Capvilar, els Carbassrers (de vegades escrit Querbecers), la Carrerada, el Cementiri de la Culassa, la Cirera, la Clua, Coberturada, el Cortal Blanc, Cortseca, la Culassa, la Devesa del Pastoret, la Devesa d'en Llanes, la Devesa de Sallagosa, les Esplanes, o les Planes, Esplugues, Farratgetes, les Fonsades de Dellà, la Font del Corb (dos de diferents), la Font d'en Llanes, el Forn de la Calç, Francguillem, Francvilar, el Godromar, les Gorges del Segre, les Guillateres, la Jaça de Bernadí, la Jaça dels Clots, la Jaceta, abans les Jacetes de Palardrau, Lletuguers, Llisses Dretes, els Llosers, Mas Patiràs, la Mata Fosca, Mirabó, Mollet, el Montareu, Montcada, Montdeniu, el Novellar, Nou Fonts, Palancol, Palardreu, els Pastorals de Roet, Podores, el Prat de Davant Casa, el Prat del Jutge, o del Salguer, el Prat del Pisó, el Prat d'en Pinosa, el Prat de Terme, el Prat Llong, el Prat Nou, els Pujals, Pujals, la Riba, el Salarerum, les Saleres, la Salitosa, la Torre del Vacaró, els Torrents, els Torrents de Roet i el Viver d'Estagell.

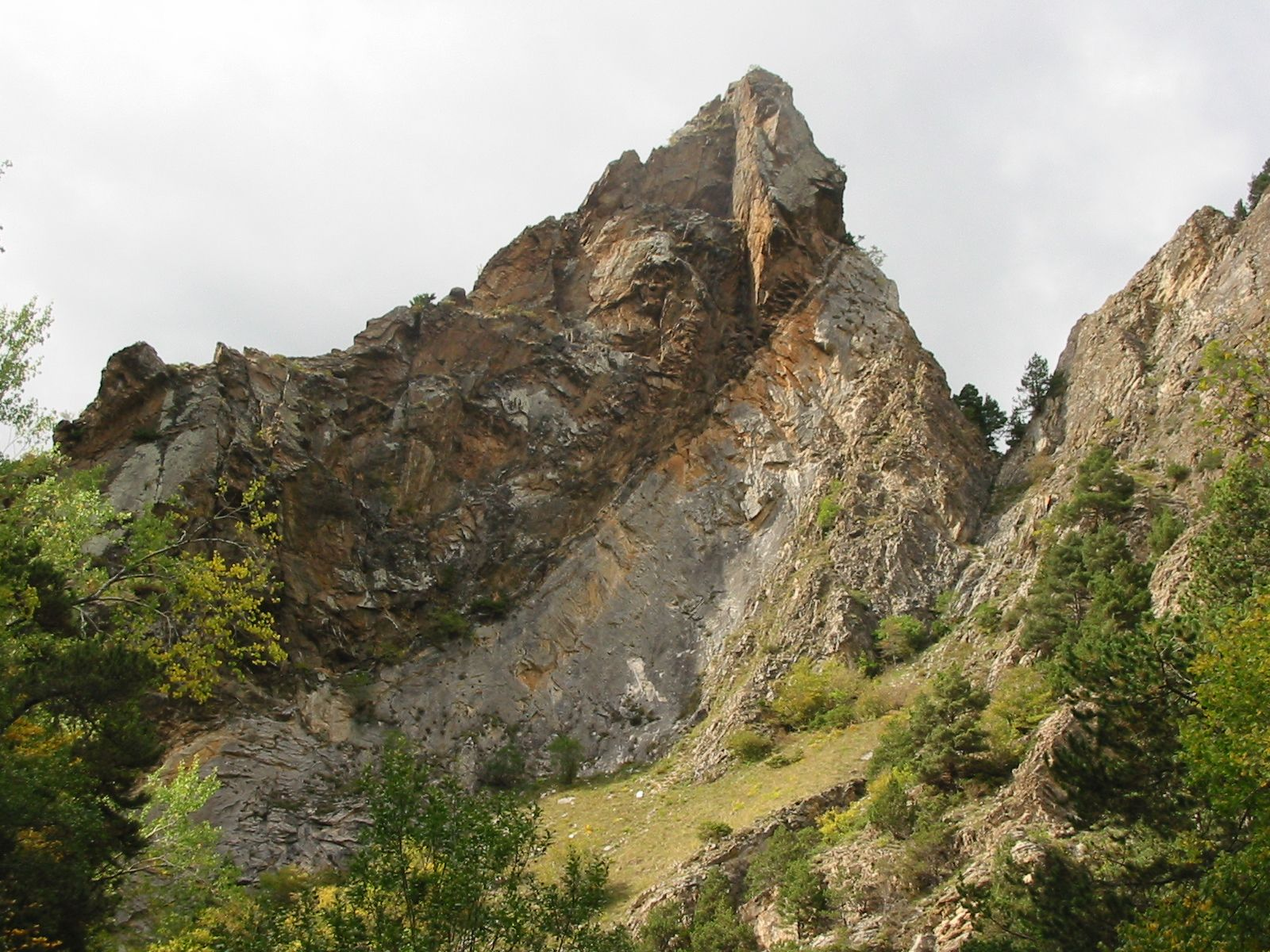
Roca calcària dolomítica recoberta per roca metamòrfica

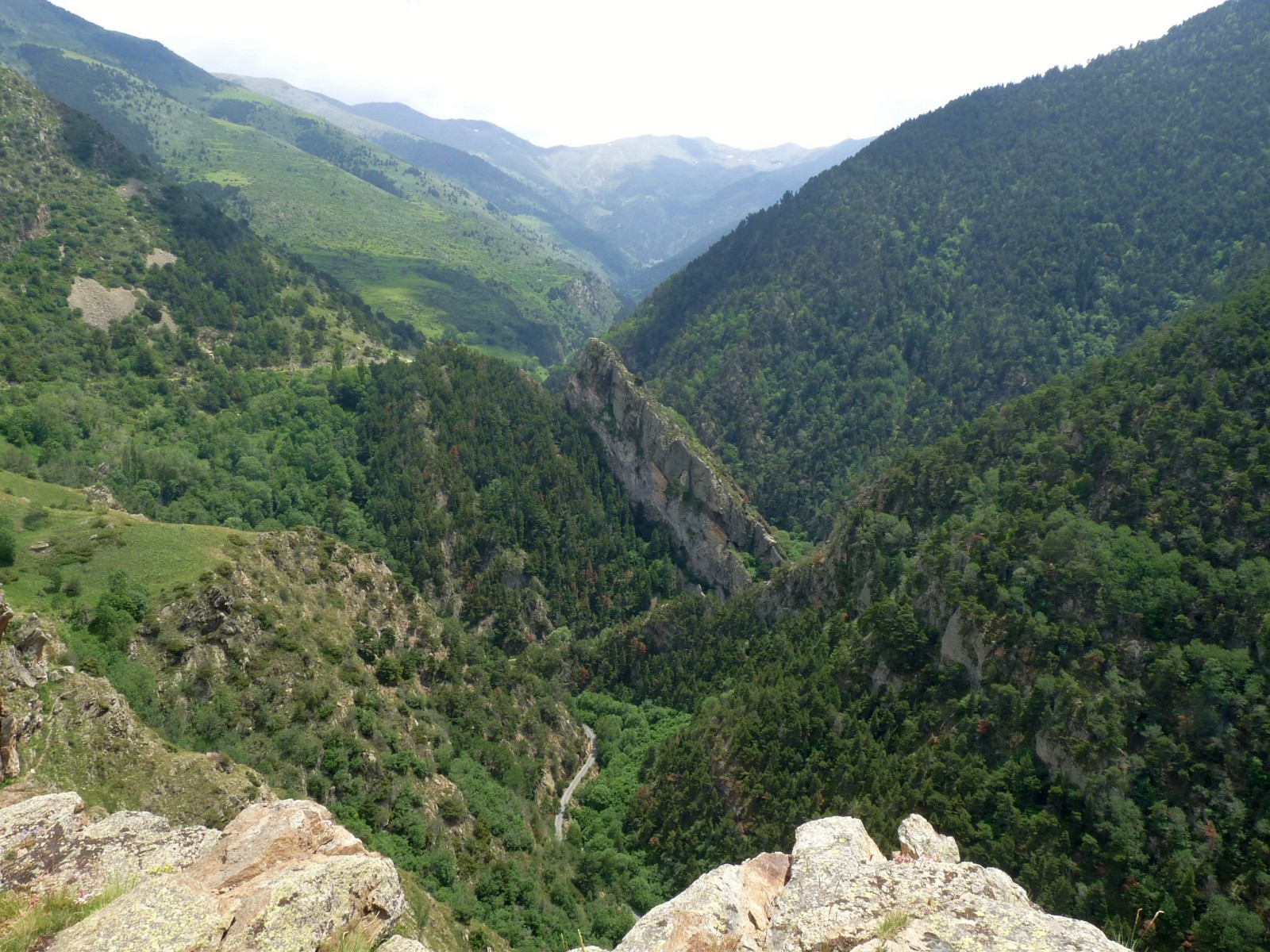
Les Gorges del Segre

La geologia del terme de Llo és de les més espectaculars de la Cerdanya, atès que combina roca calcària dolomítica amb roca metamòrfica, sovint la segona recobrint la primera. És molt evident a les Gorges del Segre.

#### Senyals termenals
Els topònims que denoten senyals del límit del terme comunal són tres anomenats la Creu, dues conegudes com la Fita, la Fita Blanca, la Fita de Mollet, el Piló del Camí de Sallagosa, el Piló del Serrat de Finestrelles, el Piló de l'Orri de Dalt, el Piló del Serrat dels Clots, el Piló del Serrat del Camp del Perones, el Piló del Serrat Pedrós dels Clots, el Roc, Roca Flavià, Roc Blanc (dos) i el Senyal de la Pica del Bosc del Quer.

### Fites frontereres
A l'extrem sud-est del terme de Llo es troba una sola fita fronterera, la que duu el número 507. Es troba en el Coll de Finestrelles, a 120 metres del camí i a 7 metres al nord de la carena. És una creu, amb el número dessota, gravada a la cara est d'una roca natural grossa, vertical, pintada de negre dins d'un marc rectangular vertical pintat a la mateixa roca.

## Transports i comunicacions

### Carreteres
Una sola carretera travessa el terme de Llo: la D - 33 (N - 116, al Coll de la Perxa, la Cabanassa - Estavar), que permet l'enllaç de Llo amb Sallagosa i Estavar cap a ponent i Eina i el Coll de la Perxa cap al nord.

### Ferrocarril
Pel terme de Llo no circula cap línia de ferrocarril, però la proximitat de Sallagosa fa que l'estació d'aquest poble del Tren Groc serveix també per al poble de Llo.

### Transport públic col·lectiu
Eina no té, directament, cap mitjà de transport públic directe, a part del TAD (Transport à la demande), però a través dels pobles veïns (sobretot Sallagosa, per la seva proximitat) compta amb la línia 260, que uneix Perpinyà amb la Cerdanya passant per Prada, fins on es directa des de la capital del Rosselló, Rià, Vilafranca de Conflent, Serdinyà, Oleta, Toès, Fontpedrosa, Fetges, Montlluís, Bolquera, Font-romeu, Èguet, Targasona, Angostrina, Vilanova de les Escaldes, Ur, Enveig, la Tor de Querol, la Cabanassa, Sallagosa, Er, Naüja, Oceja, la Guingueta d'Ix, Ur (fent un bucle a l'Alta Cerdanya), Enveig, la Tor de Querol, Porta i Portè. Aquesta línia circula de dilluns a dissabte amb quatre serveis diaris en direcció a la Cerdanya i cinc en direcció a Perpinyà, més un servei diari extra divendres i dissabte i tres serveis en cada direcció el diumenge.

### Els camins del terme
Els camins interiors del terme de Llo són el Camí de l'Avellanosa, el de Clot Farner, el de la Cova Fumada, el Camí o Carretera de Fontfreda, els dos camins de la Culassa (el del Bac i el del Solà), el de la Font de Montcald, el de la Rectoria, el del Mas Patiràs, el de les Escoles, el del Lladrer, el dels Carbassers, o dels Barquers, el dels Clots, el dels Collets, el de Mata Fosca, el de Mirabó, el de Montdeniu, el de Roet, el de Roet al Molí d'Eina, o de Sallagosa al Molí d'Eina, o Camí Vell del Molí d'Eina, el de Sant Feliu, el Camí Dret, la Carrera, la Carrerada, la Carretera del Coll de la Joberta, la Carretera del Port de Roet, la Carretera del Segre, la Ruta Forestal de la Culassa, la Ruta Forestal del Bosc de Llo, la Ruta Forestal del Coll de la Joberta, la Tira de Mata Fosca i la Travessa de la Lluaça. Entre els camins que menen a pobles i termes veïns hi ha els dos camins de Núria, un d'ells procedent d'Er, el de Sallagosa, des de Roet, el de Sallagosa a Eina o de Mirabó, el de Vedrinyans, el Camí Vell de Sallagosa, la Carretera d'Eina, la Carretera de Sallagosa i el Torn de Cerdanya.

## Activitats econòmiques
Les activitats tradicionals de Llo, com moltes altres comunes cerdanes, es basaven en l'explotació del bosc i dels prats. En menor mesura, en els conreus de cereals del sector nord-oest del terme. El turisme s'ha desenvolupat poc, a Llo: a penes els Banys de Llo representen una activitat important en aquest sector. L'existència de nombrós bestiar boví ha fet que tingui molta importància la producció de carn i de llet.

## Història

### Edat mitjana
Tot i que les primeres documentacions de Llo es remunten al voltant de l'any 1000, no és fins al segle xiii que se'n tenen dades rellevants. Llo era domini directe dels comtes de Cerdanya, tot i que el monestir de Sant Andreu d'Eixalada hi tenia possessions. Fou el comte Guillem Ramon qui cedí el castell de Llo al seu fill Guillem Jordà, del qual va passar a mans del seu successor, el seu germà Bernat Guillem, però el segle xii ja consta sota el domini dels comtes de Barcelona. El 1118 està documentat Bernat Arnau de Llo, feudatari del comte de Barcelona, Ramon Berenguer III (anys més tard, de Ramon Berenguer IV). Es desconeix per quines raons els Llo, emparentats amb Bernat de So, consten com a senyors de So, Aniòrt, Castèlpor, Béufòrt, Queragut i Èvol, entre d'altres, i, en canvi, qui consta com a senyor de Llo és Galceran III de Pinós.
El 1322 Llo encara consta en mans de la família Pinós. Fou aquell any quan un descendent de Galceran III de Pinós, Guillem de Canet, bescanvià Llo per Torrelles de la Salanca i Juegues, i Llo passà a mans del rei Sanç de Mallorca. Quan Jaume III de Mallorca va abolir els mals usos el 1338, Llo fou dels primers llocs que se'n beneficiaren. Amb la reintegració del Regne de Mallorques a la corona catalanoaragonesa, Joan I es desprengué del senyoriu de Llo en vendre'l a Ramon de Perellós i de Roda, camarlenc i conseller seu, i els seus descendents en foren senyors, llevat de l'etapa 1477 - 1493, en què Llo fou confiscat per Lluís XI de França i atribuïda a Guillem de Caramany.

### Edat Moderna
Recuperada la senyoria de Llo pels Perellós, l'any 1500 passà a mans dels Lanuza, emparentats amb els Perellós. Al cap de quasi un segle, el 1595, la senyoria de Llo fou adquirida per Alexis Albert, per pocs anys més tard el seu successor, Felip Albert, la vengué a Pere Antoni Vinyola, ciutadà honrat de Barcelona oriünd de Perpinyà. El 1682, Lluís XIV de França confiscà aquesta senyoria als descendents dels Vinyola i la cediren al Baró de Montclar i, per dues generacions romangué en mans d'aquesta família, fins que Lluís XV de França la tornà a confiscar, per tal d'atribuir-la, amb el títol de Marquesat de Llo, a Josep de Móra i de Catà, de Salelles, els descendents del qual en foren senyors fins a la Revolució Francesa.

### Edat Contemporània
El 8 d'octubre del 1974 Llo fou agregat a la comuna de Sallagosa, en un moviment d'agrupació de comunes que n'afectà moltes d'altres, a la Catalunya del Nord, però el 28 de març del 1984 Llo recuperà la independència municipal, com d'altres agrupacions que també acabaren desfent-se.

## Demografia

### Demografia antiga
La població està expressada en nombre de focs (f) o d'habitants (h)
| 41 f | 22 f | 13 f | 73 f | 387 h | 68 f | 216 h | 90 f |

(Fonts: Pélissier, 1986.)
Notes:
- 1365: dels quals, 5 f per a Roet;
- 1515: dels quals, 5 f per a Roet;
- 1553: dels quals, 1 f per a Roet;
- 1720: dels quals, 4 f per a Roet;
- 1774: dels quals, 3 f per a Roet, annex de Llo;
- 1789: per a Llo i Roet.

### Demografia contemporània
Entre els anys 1974 i 1984, les dades demogràfiques de Llo consten dins de les de Sallagosa.
| Evolució de la població |      |      |      |      |      |      |      |      |
| 1793                    | 1800 | 1806 | 1821 | 1831 | 1836 | 1841 | 1846 | 1851 |
| 351                     | 267  | 336  | 373  | 425  | 417  | 409  | 429  | 378  |

| 1856 | 1861 | 1866 | 1872 | 1876 | 1881 | 1886 | 1891 | 1896 |
| ---- | ---- | ---- | ---- | ---- | ---- | ---- | ---- | ---- |
| 420  | 449  | 422  | 397  | 410  | 391  | 417  | 431  | 428  |

| 1901 | 1906 | 1911 | 1921 | 1926 | 1931 | 1936 | 1946 | 1954 |
| ---- | ---- | ---- | ---- | ---- | ---- | ---- | ---- | ---- |
| 385  | 312  | 314  | 262  | 283  | 251  | 224  | 192  | 146  |

| 1962 | 1968 | 1990 | 1999 | 2006 | 2011 | 2016 |
| ---- | ---- | ---- | ---- | ---- | ---- | ---- |
| 110  | 86   | 131  | 133  | 148  | 161  | 169  |

Fonts: Ldh/EHESS/Cassini fins al 1999, després INSEE a partir deL 2004

### Evolució de la població

Població 1962-2008

## Administració i política

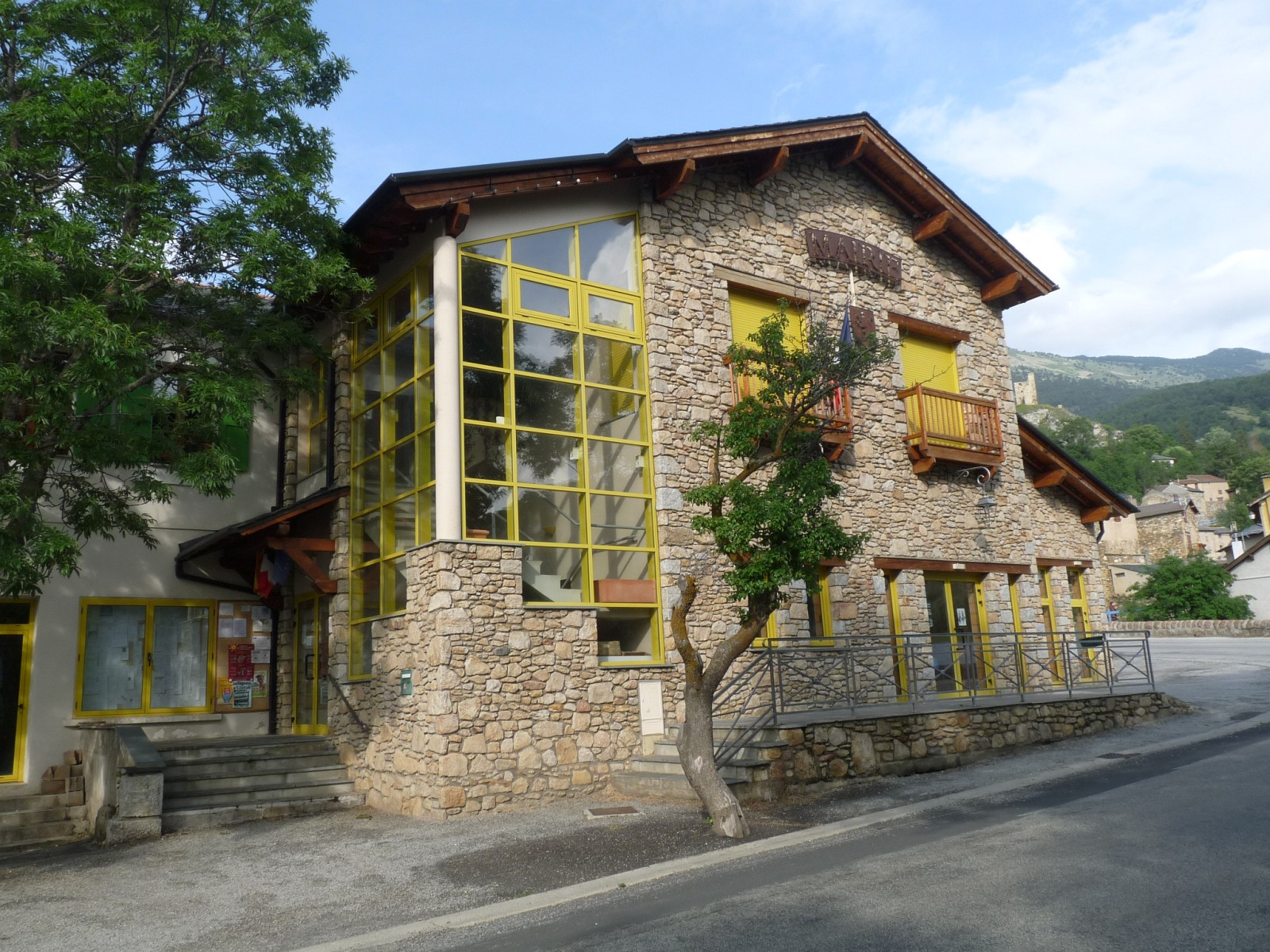
La Casa del Comú de Llo

### Batlles
| Alcalde        | Període                       |
| -------------- | ----------------------------- |
| Robert Autonès | Març del 2001 - Moment actual |

### Legislatura 2014 - 2020

#### Batlle
- Robert Autonès, batlle.

#### Adjunts al batlle[15]
- 1r: Jean-Marie Mas
- 2n: Raymond Dhers.

#### Consellers municipals
- Soizic Carnet
- Jérôme Comas
- Marcelle Cristofol
- Gilles Flamant
- Jocelyne Héleut
- Thierry Marchand de Bures
- Didier Moreno
- Monique Vernichon.

### Adscripció cantonal
Des de les eleccions cantonals del 2015, Llo forma part del Cantó dels Pirineus Catalans.

### Serveis comunals mancomunats
Llo pertany a la Comunitat de comunes Pirineus Cerdanya, amb capitalitat a Sallagosa, juntament amb Angostrina i Vilanova de les Escaldes, Dorres, Enveig, Èguet, Er, Estavar, la Guingueta d'Ix, Naüja, Oceja, Palau de Cerdanya, Porta, Portè, Sallagosa, Santa Llocaia, Targasona, La Tor de Querol, Ur i Vallcebollera.

## Ensenyament i Cultura
Des de fa anys, Llo ja no disposa d'escola de cap nivell. Els infants del poble solen anar a l'escola a Er o Sallagosa, pel que fa als nivells de maternal i primària. Els estudis de secundària es poden seguir als col·legis de Font-romeu o d'Oceja, i el batxillerat, igualment a Font-romeu, Oceja o la Guingueta d'Ix.

## Llocs d'interès
- L'església romànica de Sant Fructuós de Llo és la parròquia del terme
- Capella del Castell Vell de Llo, Sant Feliu de Castellvell.

## Persones il·lustres
- Francesc Girvés, Franciscus Girvesius en llatí i François Girvès en francès, de començaments del segle XVIII - Lleida, 1774, eclesiàstic nord-català.